# Zisterzienserinnenabtei L’Eule
Die Zisterzienserinnenabtei L‘Eule (auch: L’Eula oder Leula) war von 1174 bis 1791 ein Kloster der Zisterzienserinnen, zuerst in Le Soler, ab 1365 in Perpignan, einer Stadt im Département Pyrénées-Orientales in Frankreich.

## Geschichte
Vor 1174 gründete die Zisterzienserabtei Fontfroide zur Aufnahme weiblicher Familienangehöriger der Mönche westlich von Perpignan das Frauenkloster L’Eule (nach der in Spanien und in Perpignan verehrten Heiligen Eulalia von Mérida). 1365 wechselte das Kloster zur größeren Sicherheit in die Stadt Perpignan und bestand dort bis zu seiner Auflösung durch die Französische Revolution im Jahre 1791. In L’Eule (Le Soler), das im 16. Jahrhundert zeitweilig vom Kloster Santes Creus besiedelt wurde, steht noch auf dem Gelände des Gutshofs Mas de l’Eula die Kirche Sainte-Marie de l’Eula. Ferner erinnern die Flurnamen Terrenys (= Terrain) de l’Eula, Font (= Quelle) de l'Eula und Camp (= Feld) de l’Eula an das einstige Kloster. In Perpignan sind keine Reste vorhanden.